# آنتونیا نیدرمایر
آنتونیا نیدرمایر (زاده ۲۰ فوریه ۲۰۰۳) یک دوچرخه‌سوار و اسکی‌باز کوهستانی آلمانی است. او در تور جاده زنان جهانی، در تیم کانیوم-اس‌آر ای‌ام رکاب زد. او یک رقابت در ژیرو دونه ۲۰۲۳ پیروز شد و در المپیک جوانان ۲۰۲۰ شرکت کرد.

## اوایل زندگی
نیدرمایر در منطقه رزنهایم باواریا در آلمان زاده شد. او دوران کودکی خود را در بات آیبلینگ و بروکمول گذراند. او در ۱۵ سالگی آغاز به دوی کوهستانی کرد، اما با توجه به مصدومیت پیش آمده در سال ۲۰۱۹، این ورزش را کنار گذاشت.

## دوران اسکی کوه‌نوردی
نیدرمایر اسکی کوه‌نوردی را در سال ۲۰۱۹ آغاز کرد. در همان سال، او توانست در نخستین مسابقهٔ خود، به جایگاه سوم در مسابقات قهرمانی جوانان جهان برسد. او همچنین در مسابقات المپیک زمستانی جوانان ۲۰۲۰، در جایگاه ششم بخش انفرادی زنان ایستاد و در اسکی سرعت زنان نیز به مقام هفدهم رضایت داد. اوهمچنین بخشی از تیم ملی آلمان در بخش امدادی مختلط بود.

نیدرمایر همچنین توانست در مسابقات قهرمانی جهان در دو مادهٔ انفرادی و ورتیکال به مقام قهرمانی برسد. او مسابقات چندگانه را در فصل کاپ جهانی برنده شد. او همچنین می‌خواست تا مسابقات اسکی کوهستان قهرمانی جهان ۲۰۲۳ را نیز به پایان برساند اما با توجه به مصدومیت زانو، از این مهم بازماند.

## دوران دوچرخه‌سواری
نیدرمایر دوران خود را با حضور در تیم محلی مانگسرتسدر بایرن آغاز کرد. او در مسابقات قهرمانی زیر ۱۹ سال آلمان در ماده تایم تریل به مقام قهرمانی رسید و مادهٔ جاده به مقام سومی دست یافت. او همچنین مسابقات زیر ۲۳ سال قهرمانی جاده جهان به مقام سومی و در مسابقات قهرمانی زیر ۲۳ اروپا نیز به مقام دومی رسید.
در سال ۲۰۲۲، نیدرمایر به تیم کانیون اس‌آراِی‌ام پیوست. او بخش نخست فصل را ۲۰۲۲ را به دلیل تمرکز بر روی درس‌هایش، از دست داد. در سال ۲۰۲۲، او دو جایگاه را در دو دوره از مسابقات (طبقه‌بندی کلی و تور بین‌المللی دوچرخه‌سواری زنان در آردش) کسب کرد. او پس از آن که از ۸۳ کیلومتری و به تنهایی پیشتاز مسابقات بود، لباس رهبری مسابقات را بر تن کرد. در آن سال، او همچنین برنده 'کلاسیکا د ل آروس' شد و در مسابقات جاده زیر ۲۳ سال آلمان، سوم شد.
سپس در فصل ۲۰۲۳، نیدرمایر به سطح جهانی تور زنان ارتقاء یافت. نخستین مسابقهٔ او در این لیگ، در تور زنان تورینگن بود که او در دور سوم مسابقات تصادف کرد. او در دور دوم تور زنان دس پیرنه به مقام سومی رسید.
او در مسابقات قهرمانی آلمان در ماده تایم تریل، قهرمان شد و در مسابقه جاده نیز به مقام ششم رسید.
در سال ۲۰۲۳، نیدرمایر در مسابقه جیرو دون ۲۰۲۳ شرکت کرد که نخستین مسابقهٔ او در سطح رویداد تور جهانی بود. او در نهایت علیرغم درخشش در بخش پنجم این مسابقات، در روز بعد به دلیل تصادف با اورشکا ژیگارت اسلوونیایی، از مسابقات کنار رفت.

### نتایج بزرگ
منبع:
۲۰۲۱
نایب قهرمانی  تایم تریل، مسابقات جاده قهرمانی جوانان اروپا
مقام سوم  تایم تریل، مسابقات جاده قهرمانی جهان
۲۰۲۲
قهرمانی  در مجموع تور بین‌المللی دوچرخه‌سواری زنان آردش
نخست  رتبه‌بندی دوچرخه‌سواران جوان
مقام نخست دور ۴ & ۵
نایب قهرمانی مسابقات جاده، قهرمانی ملی آلمان زیر ۲۳ سال زنان
مقام پنجم مسابقات جاده، قهرمانی ملی آلمان
مقام هشتم ویشگراد ۴ مسابقات لیدیز اسلوواکی
۲۰۲۳
1st  تایم تریل، مسابقات جاده قهرمانی جهان ۲۰۲۳ اتحادیه جهانی دوچرخه‌سواری زیر ۲۳ سال زنان
مقام نخست مرحله پنجم جیرو دون
قهرمانی  تایم تریل، قهرمانی ملی جاده زیر ۲۳ سال
نایب قهرمانی  تایم تریل، مسابقات جاده قهرمانی اروپا زیر ۲۳ سال
سوم مجموع تور د فمنین دس پیرنیس
قهرمانی  رده‌بندی کوهستان
قهرمانی  رده‌بندی دوچرخه‌سواران جوان
چهارم مجموع تور د اونیر فمس (Tour de l'Avenir Femmes)
قهرمانی  رده‌بندی دوچرخه‌سواران جوان
قهرمانی در مرحله نخست (ITT)
۲۰۲۴
جایگاه هشتم در گرند پریکس د چامبری (Grand Prix de Chambéry)